# تأمين ضد البطالة
تأمين ضد البطالة (بالألمانية: Arbeitslosigkeitsversicherung) هو تأمين خاص تقوم به شركة تأمين بتأمين المتعاقد ضد فقدانه عمله. وتشترط بعض المؤسسات المالية والمصارف من مقترضيها أن يؤمنوا على البطالة، وذلك لضمان استطاعتهم تسديد أقساطهم الشهرية عن قروض في حالة فقدانهم العمل.
والتأمين ضد البطالة المقصود هنا هو عقد خاص بين شركة تأمين وصاحب بوليصة التأمين، يطلبه مصرف من الشخص الذي يتقدم إلي المصرف لأخذ قرض. وهو يختلف عن تعويضات البطالة التي تسمى بالألمانية Arbeitslosenversicherung والتي تدفعها الجهات الحكومية إلى العامل أوالموظف الذي فقد عمله لتأمين الحد الأدني لمعيشته، هو وعائلته.
ويبرم التأمين ضد البطالة لضمان اسديد بقية ديون المدين في حالة تعرضه للبطالة، وبهذا تخفض المصارف من احتمال الخسارة إذا ما تعرض المدين للبطالة. ويخدم التأمين الآتي:
- تقوم شركة التأمين بدفع المبلغ المتعاقد عليه مع الشخص لفترة زمنية قصيرة، وتبلغ حد أقصى مداه سنتين.[1]
- يشترط في عقد التأمين ضد البطالة فترة انظار بين تاريخ ابرام العقد وتاريخ بدء سريان عقد التأمين. ومن تصيبه البطالة خلال تلك فترة الانظار لا يحق له قبض مبلغ التأمين المتفق عليه.
- يشترط أن لا يكون الشخص المؤمن هو المتسبب في بطالته (مثل رفضه العمل، أو القيام بعمل مخل يترتب عليه فصله من العمل).
- لا تُقبل بعض الفئات لإبرام عقود تأمين ضد البطالة، مثل العمال غير المتعلمين، إذأن احتمال تعرضهم للبطالة كبير.

## اقرأ أيضًا
- إعانات البطالة
- تأمين
- تأمين على ممتلكات
- تأمين على الحياة
- تعويضات البطالة
- صاحب بوليصة تأمين